# Индустријске плантаже Бања Лука
Индустријске плантаже а. д. Бања Лука су јавно шумарско предузеће са сједиштем у Бањој Луци. Дио је Инцел холдинга.

## Историја
Индустријске плантаже су основане почетком 1960-их година. Данас су 80% у државном власништву Шума Републике Српске, односно Владе Републике Српске.

## Активности
Специјализована у области шумарства, фирма Индустријске плантаже управља плантажним површинама од 8000 хектара, од чега 4000 у општини Лакташи, 3000 у општини Челинац и 1000 у општини Прњавор. Структура плантаже је: Pinus strobus (26,35%), Pinus nigra (21,05%), Pinus sylvestris (10,21%), Picea abies (8,41%), Larix leptolepis (13,20%), Larix japonica (10,20%) и Pseudotsuga menziesii (9,00%). Такође производи етерично уље и еколошко ђубриво. 